# Jardín de Plantas Medicinales, Facultad de Farmacia de la Universidad de Hokkaidō
El Jardín de Plantas Medicinales, Facultad de Farmacia de la Universidad de Hokkaido (en japonés 薬用植物園, Yakuyō Shokubutsuen) es un jardín botánico administrado por la "Facultad de Farmacia" de la Universidad de Hokkaido, que se encuentra en Sapporo, Japón.

## Localización
Kita 12-nishi-6-chōme, Kita-ku, Sapporo-shi, Hokkaidō 060-0812 , Japón.43°03′N 141°20′E / 43.050, 141.333
- Altitud : 17,2 m s. n. m.

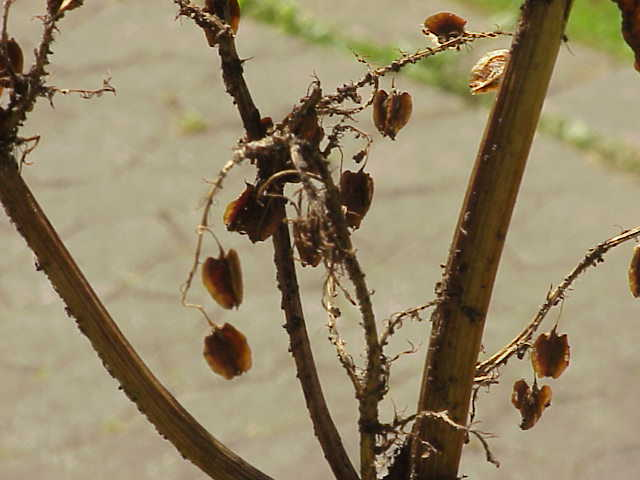
Rheum palmatum una de las plantas cultivadas en el Jardín de Plantas Medicinales, Facultad de Farmacia de la Universidad de Hokkaido.

- Temperatura media anual : 8 °C
- Precipitaciones medias anuales : 1 141 mm

Se abre diariamente de entrada libre.

## Historia
El jardín botánico fue abierto al público en abril de 1954.

## Colecciones
El jardín cultiva primordialmente las plantas medicinales de la región fría albergando unas 162 familias y 1 246 especies de plantas. 
Las plantas más representatives del jardín son : Gentiana lutea, Cnidium officinale Makino, Angelica acutiloba, Cornus officinalis, Jeffersonia dubia, Paeonia suffruticosa y Rheum palmatum. 

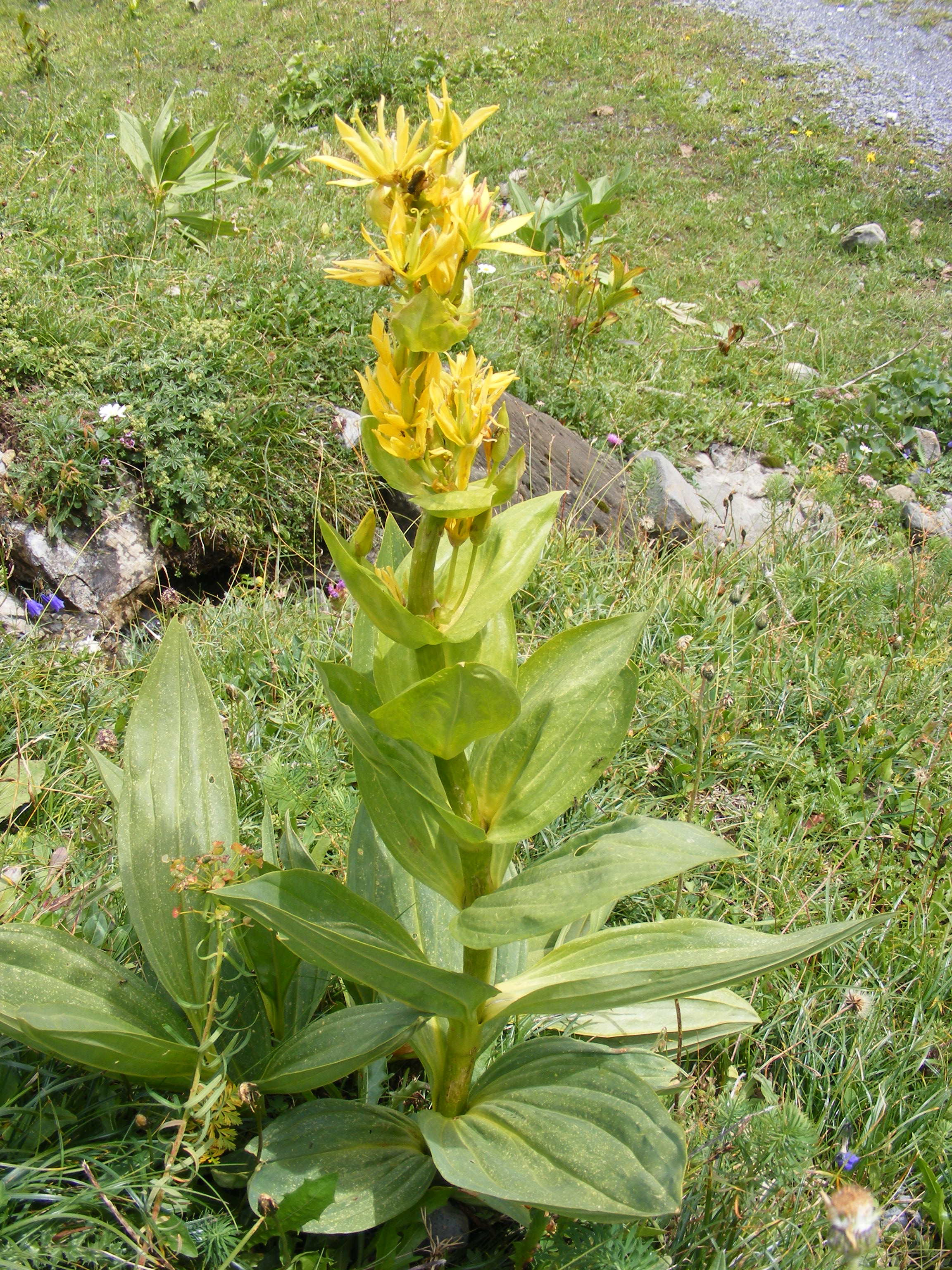
Gentiana lutea.

## Actividades
Este jardín al estar junto a la Facultad de Farmacia y servir como campo experimental de esta, desarrolla un gran número de investigaciones en los campos de:
- Fitoterapia,
- Biotecnología,
- Cultivos experimentales de plantas medicinales,
- Material pedagógico para los cursos de farmacognosia y de fitoquímica de la universidad.